# Autoimmunologiczny zespół niedoczynności wielogruczołowej typu 1
Autoimmunologiczny zespół niedoczynności wielogruczołowej typu 1 (zespół APECED, zespół Whitakera, ang. autoimmune polyendocrine syndrome type 1, APS-1, autoimmune polyendocrinopathy-candidiasis-ectodermal dystrophy, APECED syndrome, Whitaker syndrome) – rzadka autoimmunologiczna choroba endokrynologiczna uwarunkowana genetycznie. Charakteryzuje się współwystępowaniem zaburzeń endokrynologicznych typu niedoczynności (najczęściej przytarczyc i kory nadnerczy), drożdżycy błon śluzowych i skóry oraz dystrofii ektodermalnej.

## Epidemiologia
APS-1 jest rzadko wstępującym zaburzeniem, o różnej częstości. W Finlandii występuje z częstością (1:25000), u perskich Żydów 1:9000, a
o wiele rzadziej w innych krajach (północna Francja 1:500000).

## Etiologia
Przyczyną APS-1 są mutacje genu AIRE w chromosomie 21 w locus 21q22.3, który koduje czynnik transkrypcyjny AIRE mający znaczenie w funkcjonowaniu tolerancji immunologicznej i przyczynia się do negatywnej selekcji autoreaktywnych limfocytów T w grasicy, węzłach chłonnych i śledzionie. Dziedziczenie tego zespołu jest autosomalne recesywne.

## Objawy i przebieg
Początek choroby przypada na dzieciństwo. Na obraz kliniczny składają się następujące objawy/zespoły objawów, występujące niestale i z różną częstością:
- choroba Addisona (60-72%)
- autoimmunologiczne choroby tarczycy (ok. 5%)
- hipogonadyzm
- cukrzyca typu 1 (14%)
- nadczynność przysadki
- moczówka prosta
- bielactwo
- autoimmunologiczne zapalenie wątroby
- przewlekłe zanikowe zapalenie błony śluzowej żołądka
- hipoplazja szkliwa
- dystrofia paznokci
- zwapnienie błony bębenkowej
- niedokrwistość złośliwa (13-16%)
- asplenia
- miopatia
- błoniasto-rozplemowe kłębuszkowe zapalenie nerek